# Aaron Refvem
Aaron Refvem (nascido em 13 de outubro de 1997 em Nova Iorque) é um ator estadunidense. Ele assumiu o papel de Morgan Corinthos no Hospital Geral em 12 de maio de 2009. Ele também apareceu em Grey's Anatomy como Jackson Prescott, Two and a Half Men como Chuck no ano de 2008 e em The Cleaner interpretando o personagen Bryan na versão mais jovem.

## Televisão
- Criminal Minds: Suspect Behavior(2011)
- The Closer(2010)
- House MD(2010)
- CSI: NY(2010)
- Medium (série)(2010)
- General Hospital(2009 a 2010)
- Sons of Anarchy(2009)
- Dexter (série de TV)(2009)
- Grey's Anatomy(2009)
- Two and a Half Men(2008)
- The Cleaner(2008)

## Filmografia
- Opposite Day(2009)
- Baby O(2009)
- Little Canyon(2008)
- The Van Pelt Family(2008)
- Rockabye(2008)